# 謝利源

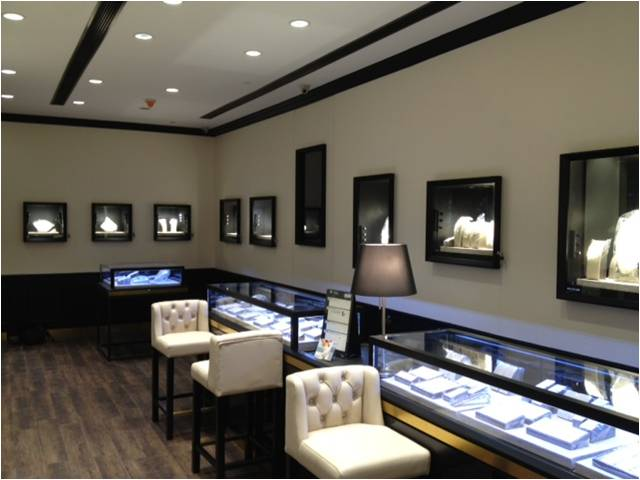

謝利源（Che Lee Yuen）為澳門著名百年珠寶品牌，成立於1867年，歷經150年，是大中華地區歷史最悠久的珠寶金行之一。
謝利源家族成員眾多，第三代成員包括香港浸會大學首任校長、前澳門大學校董會主席謝志偉，前全國政協委員、北京清華大學教授謝志成。謝家先祖更可追溯至公元三百年東晉時的名臣謝安、謝玄、謝石，以及著名女詩人謝道蘊等。
謝利源第三代長子謝志超曾於香港創辦同名金舖，但與澳門謝利源是各自獨立經營，沒有業務上關連。香港謝利源於1982年9月6日由於其發行的黃金券擠兌風潮而結業，而澳門謝利源經營至今已接近一個半世紀，從未間斷，2017年更榮獲澳門商務大獎最具價值品牌金獎。

## 簡介
謝利源始創於清同治六年（1867年），由謝瑜堂於澳門橋仔頭創立。之後遷到營地大街（Rua dos Mercadores）一帶石閘門24號，直至1990年代再遷到今日的俾利喇街。另設聯營品牌，有包括年青路線的「利源軒」，以及時尚高端之「謝利源珠寶　O'Che 1867」。
謝利源現為澳門中華總商會以及澳門金業同業公會會員。

## 業務範圍
主要經營黃金買賣、珠寶零售、首飾設計及製作；產品種類包括鑽石、翡翠、珍珠首飾、意大利18K金、各類天然寶石、傳統千足純金和鉑金首飾。

## 大事年表
- 1850年：創辦人謝瑜堂先生於澳門出生。
- 1867年：謝氏於澳門橋仔頭創立謝利源，時年17歲，為街坊製作銀器首飾。
- 1880年：開始製作黃金首飾。
- 1910-20年：第二代謝再生、謝永生先後加入工作，並遷往當時最繁盛的營地大街24號，擴展業務。

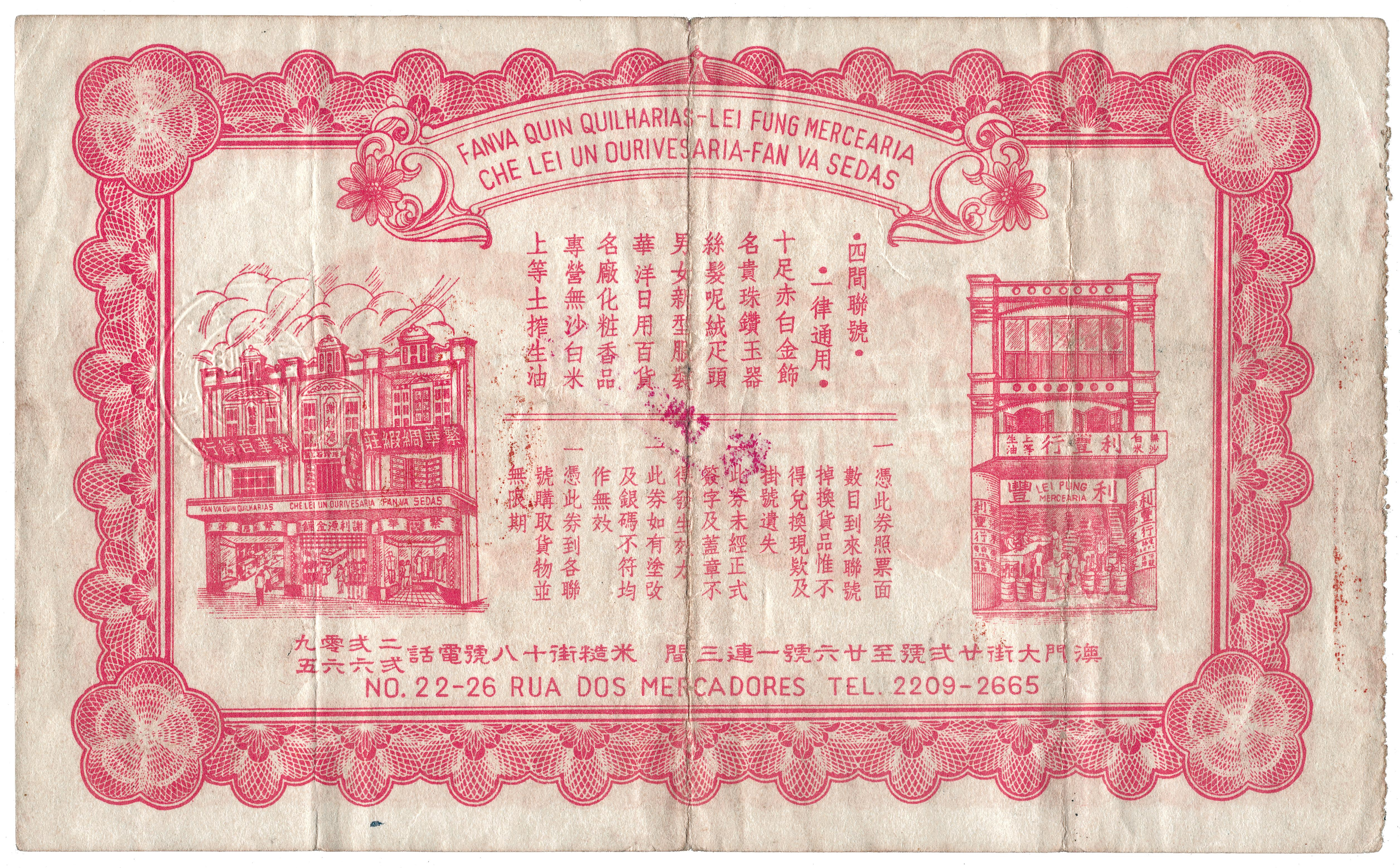

- 1930年：率先發行購物禮券，分五元、十元、廿元及五十元四種。
- 1942年：第三代謝志新加入工作。
- 1944-46年：首先使用電解原理提純黃金以及利用碳精溶化鉑金。
- 1949年：化煉大量從世界各地進口之雜金，當年工場每日煉製之九九金條達二千兩之多。
- 1967年：謝利源金舖開業100週年。
- 1992年：擴展業務，遷往現址俾利喇街105A號。
- 1996年：家族第四代接掌業務。
- 1997年：開設分店「利源軒」，以嶄新模式經營時尚鑽石、意大利18K金首飾，走年青化路線，創澳門同業先河。
- 2007年：慶祝140週年，並於威尼斯人渡假村開設全新概念分店「謝利源珠寶」。同年出版《流金歲月》紀念特刊。
- 2008年：參與 威尼斯人大運河購物中心舉辦的世界珠寶品牌薈演2008
- 2008年：首次參與國際珠寶展「JMA澳門國際珠寶展2008」
- 2008年：榮獲盛世澳門卓越品牌大獎2008
- 2010年：榮獲由澳門蓮花衛視和香港文匯報主辦的澳門品牌故事大獎
- 2011年：全新設計網頁www.OChe1867.com正式啟動
- 2012年：榮獲澳門品牌協會澳門百年品牌大獎2012
- 2013年：參與2013澳門服裝節珠寶時裝匯演
- 2015年：位於澳門漁人碼頭勵廷海景酒店以及新馬路爐石塘巷兩分店開業。
- 2015年：於澳門國際機場以及葡京酒店開設品牌專櫃
- 2016年：位於澳門金沙城中心分店開業
- 2017年：慶祝150週年，並榮獲澳門商務大獎最具價值品牌金獎
- 2018年：網上天猫店及京東店正式開業
- 2018年：中國珠海市華發商都店正式開業
- 2019年：經公眾網上投票，被澳門連鎖加盟商會評定為「澳門特色老店」
- 2019年：成為「2019年澳門小姐競選」大會指定后冠贊助商及製造商
- 2022年：榮獲2022（澳門）粵港澳大灣區優秀連鎖加盟潛力品牌獎
- 2023年：榮獲2023  澳門優秀連鎖加盟品牌獎
- 2023年：開設首間文化·珠寶概念店
- 2023年：榮獲2023  中華老字號時尚創意新零售店舖設計優秀獎
- 2024年：榮獲2024（澳門）粵港澳大灣區優秀連鎖加盟品牌獎
- 2024年：被選為 2024年度澳門中小企業十大光榮榜之一